# Metalimnobia fallax
Metalimnobia fallax är en tvåvingeart som först beskrevs av Johnson 1909.  Metalimnobia fallax ingår i släktet Metalimnobia och familjen småharkrankar. Inga underarter finns listade i Catalogue of Life.